# Девід Брінклі
Девід МакКлюр Брінклі (англ. David McClure Brinkley, 10 липня 1920 — 11 червня 2003) — американський диктор каналів NBC і ABC, чия кар'єра припала на період з 1943 по 1997 рік.

## Біографія
З 1956 по 1970 рік він був ведучим найрейтинговішої вечірньої програми каналу NBC, The Huntley–Brinkley Report, яку вів спільно з Четом Гантлі, а потім виступав як співавтор або коментатор її наступника, NBC Nightly News, в 1970-та роки.
У 1980-х і 1990-х роках Брінклі був ведучим популярної недільної програми «This Week with David Brinkley» і провідним коментатором передвиборних нічних новин для ABC News. Протягом своєї кар'єри Брінклі отримав десять премій Еммі, три премії Пібоді і був нагороджений Президентською медаллю Свободи.
Він написав три книги, в тому числі розкритикований бестселер 1988 року «Washington Goes to War» про те, як Друга світова війна змінила столицю країни. Ця соціальна історія багато в чому ґрунтувалася на його власних спостереженнях в якості молодого репортера у цьому місті.